# Dialog Lebensversicherung
Die Dialog Lebensversicherungs-AG  ist eine deutsche Lebensversicherungsgesellschaft mit Sitz in Augsburg.

## Geschichte

### Erste Phase (1972–1974)
Das Unternehmen wurde im Jahr 1972 als „Erste Augsburger Leben Versicherungs-Aktiengesellschaft“ gegründet. Gründer war Otto Forst, Präsident der Executive Life Insurance Company in Beverly Hills.

### Zweite Phase (1974–1983)
1974 übernahm die deutsche Lloyd Lebensversicherungs-AG in München alle Anteile der Ersten Augsburger Leben. Großaktionär des Lloyd war die Assicurazioni Generali SpA in Triest. Seit 1974 war die Erste Augsburger Leben damit ein Teil des Generali-Konzerns. Das Neugeschäft wurde vom Außendienst des Deutschen Lloyd übernommen. Nach drei Jahren zeigte sich der Erfolg des neuen Unternehmenskonzepts: Im sechsten Jahr nach ihrer Gründung arbeitete die Gesellschaft profitabel.

### Dritte Phase (1983–2003)

Logo der Dialog Lebensversicherungs-AG von 1983 bis 2019

Die dritte Phase der Unternehmensgeschichte begann 1983 mit der Umbenennung in „Dialog Lebensversicherungs-AG“. Produktseitig wurde der Neustart mit der Einführung neuer Kapitaltarife und Risikotarife mit laufender Courtage vorbereitet. Im Maklervertrieb fokussierte sich alles auf die Risikolebensversicherung. Die Dialog positionierte sich im Markt als Risikoversicherer.
1991 erfolgte der Markteintritt in Österreich.

### Vierte Phase (2003–2019)
Die vierte Phase wurde im Jahr 2003 durch eine Neupositionierung der Dialog eingeleitet. Die Gesellschaft wurde zu einem eigenständigen Versicherer innerhalb der deutschen Generali-Gruppe, der sich ausschließlich auf den Vertriebsweg Makler konzentriert. Zu diesem werden Pools, Einzelmakler, Mehrfachagenten, unabhängige Vertriebe, Banken und Sparkassen gerechnet. Es kamen Berufs- und Erwerbsunfähigkeitversicherungen hinzu. Aus dem reinen Risikoversicherer wurde ein Spezialversicherer für biometrische Risiken.

### Fünfte Phase (seit 2019)
2019 wurde im Rahmen einer Umstrukturierung innerhalb der Generali Deutschland unter der Marke „Dialog Versicherung AG“ das bisherige Biometriegeschäft der Dialog Lebensversicherung sowie das Sachgeschäft der Generali Versicherungen zusammengeführt. Diese Zusammenführung etablierte die neue Dachmarke „Dialog“ als Maklerversicherer der Generali in Deutschland und wurde äußerlich durch ein neues Logo und Corporate Design sichtbar.

## Struktur
Aufsichtsratsvorsitzender ist Stefan Lehmann (seit 2022), im Vorstand sitzen Uli Rothaufe (Vorstandsvorsitzender seit 2023), Edoardo Malpaga, Ulrich Ostholt und Neven Rebić.

## Geschäftsfelder
Die Geschäftsfelder der Dialog Lebensversicherungs-AG bestehen in der finanziellen Absicherung der Risiken Todesfall und Invalidität. Dazu bietet das Unternehmen Risikolebensversicherungen, Berufs- und Erwerbsunfähigkeitsversicherungen als selbständige Versicherungen und als Zusatzversicherungen, sowie weitere Zusatzversicherungen wie etwa Dread-Disease- oder Unfalltodzusatzversicherungen an.